# Колтунова, Елена Григорьевна
Елена Григорьевна Колтунова (род. 5 февраля 1934, Одесса, УССР) — журналист и литератор.

## Биография
Елена Григорьевна Колтунова родилась 5 февраля 1934 года. Отец — кинодраматург, режиссёр и писатель Григорий Колтунов; мать — Мирель Колтунова — переводчик (немецко-украинский).
В 1957 году окончила физико-математический факультет Одесского государственного университета (ныне Одесский национальный университет имени И. И. Мечникова), а впоследствии — аспирантуру по специальности физика твердого тела. Преподавала в Одесском электротехническом институте связи (ныне Одесская национальная академия связи имени А. С. Попова).
С 1976 года работала старшим научным сотрудником в лаборатории физиологической бионики в Ленинграде.
В конце 80-х начала печататься в газетах «КАДР», «Вечерний Петербург» и в отделе критики журнала «НЕВА».
В начале 1994 года вернулась в Одессу и до 1 января 2013 года работала в еженедельнике «Порто-франко», одновременно публикуясь (как журналист и автор повестей и рассказов) в ряде других газет и журналов, в том числе в газетах «Вечерняя Одесса» и  «Одесский вестник», еженедельнике «2000» (Киев), в журналах «Мория» (Одесса) и «Егупец» (Киев), в альманахе «Дерибасовская- Ришельевская», в литературном журнале «Радуга» (Киев), в альманахе «Меценат и Мир» (Москва), в «Петербургском театральном журнале».
Награждена медалью «За журналістську гідність» и «Почесним знаком» НСЖУ. Имеет ряд дипломов, в том числе за участие в Национальном конкурсе на лучшее журналистское расследование (второе место). В 2004 году решением редколлегии газеты «Одесский листок» (США) — по итогам опроса читателей — была названа журналистом года. Член НСЖУ и НСТДУ. Дважды Лауреат конкурса детской литературы им. Корнея Ивановича Чуковского: повести «Лёшка» (издана ассоциацией «Мост») и «Каникулы с близнецами» (Специальный Диплом жюри за оригинальность сюжета в юношеской прозе). Отмечена Дипломами Литературной Ассамблеи «Хранители наследия в действии». После переезда в Германию в 2013 году печатается в газете «Русский Берлин», в ежемесячнике «Еврейская панорама», в журнале «Партнер» (электронное приложение «Memorya»), в альманахах «До и после», «Третий этаж», «Берлинский калейдоскоп» и в альманахе, издаваемом Всемирным Клубом одесситов, «Дерибасовская-Ришельевская».
Особое место в журналисткой работе Елены Колтуновой занимают беседы с интересными людьми. Встречаясь с выдающимися деятелями культуры и беря у них интервью, Елена Колтунова готовит основу для книги, условное название которой «Словесные портреты в вопросах и ответах». В неё войдут интервью с актёрами Аллой Демидовой, Альбертом Филозовым, Сергеем Юрским, Гошей Куценко, Ольгой Волковой, Жераром Жуньо… Режиссерами Юрием Норштейном, Алексеем Германом (мл.), Леонидом Хейфицем, Ежи Гоффманом, Кшиштофом Занусси, Романом Полански, Вадимом Перельманом, Иосифом Райхельгаузом, Дмитрием Астраханом, Джоном Ирвином… С французским писателем Морисом Дрюоном и с другими известными представителями мира искусств.

## Семья
Муж: Г. А. Гальбертон, умер в 1994 году.